# Adly Yakan Paxá
Adly Yakan Paxá (18 de janeiro de 1864 - 22 de outubro de 1933) (em árabe : عدلي يكن باشا), às vezes referido como Adly Pasha, foi uma figura política egípcia. 

## Carreira
Ele serviu como o 14º primeiro-ministro do Egito entre 1921 e 1922, novamente entre 1926 e 1927 e, finalmente, em 1929. Ele ocupou vários cargos políticos proeminentes, incluindo ministro das Relações Exteriores, ministro do Interior e presidente do Senado egípcio.